# Djezzar Pacha
Pour les articles homonymes, voir Djezzar (homonymie).
Cezzar Ahmet Paşa ou Djezzar Pacha, pacha de la province de Sidon (en pratique établi à Saint-Jean-d'Acre), né vers 1720-1735 en Bosnie, mort en 1804.

## Biographie
Vendu comme esclave en Égypte, il connaît une ascension sociale, passant du rang de simple mamelouk à la dignité de gouverneur du Caire, puis de Beyrouth, en 1773. Nommé ensuite pacha de Saint-Jean-d'Acre par le sultan Abdülhamid Ier en 1775, il a pour principal concurrent l'émir du mont Liban Bachir Chehab II.
Lorsque l'armée française envahit l'Égypte en 1798, le sultan Sélim III confie à Djezzar Pacha la défense du Levant. Soucieux de protéger ses arrières, ce dernier envoie alors trois canons et 4 000 soldats commandés par le gouverneur de Damas Abdullah Pacha al-Azm pour renforcer la Kalaa (lieu fortifié) El-Arich, dernière étape avant le Levant. Quelques mois plus tard, il est amené à soutenir le siège de Saint-Jean-d'Acre, lors duquel il oppose une résistance victorieuse face aux Français. Napoléon Bonaparte, qui subit à cette occasion son premier échec militaire, déclarera plus tard : « Si je n'avais pas été arrêté à Acre, j'aurais pu conquérir tout l'Orient ! ».
Dans son roman Mirifiques aventures de maître Antifer où il est cité dans le chapitre II de la première partie, Jules Verne en fait le protecteur de son personnage de Kamylk-Pacha.
En revanche, Chateaubriand écrit : « Saint-Jean était défendu par Djezzar le Boucher » (Mémoires d'outre-tombe, Liv. XIX, ch. 16).